# Fabien Gilot
Fabien Gilot (n. 27 aprilie 1984, Denain, Nord-Pas-de-Calais, Franța) este un înotător francez, medaliat olimpic. A participat la 4 ediții ale Jocurilor Olimpice (2004, 2008, 2012, 2016) în care a câștigat o medalie de aur și două medalii de argint.